# القمة السعودية الأمريكية 2025
القمة السعودية الأمريكية هي قمة عقدت يوم الثلاثاء في مدينة الرياض بتاريخ 15 ذو القعدة 1446هـ الموافق 13 مايو 2025م بين المملكة العربية السعودية والولايات المتحدة الأمريكية برئاسة ولي العهد محمد بن سلمان بن عبد العزيز آل سعود نيابةً عن خادم الحرمين الشريفين الملك سلمان بن عبد العزيز آل سعود ملك المملكة العربية السعودية، والرئيس الأمريكي دونالد ترامب في أول رحلة خارجية له منذ توليه المنصب للمرة الثانية. عقدت القمة في الديوان الملكي بقصر اليمامة في الرياض.

## الإنجازات
شهدت القمة السعودية الأمريكية توقيع عدد من الاتفاقيات ومذكرات التفاهم التي تعزز الشراكة الاستراتيجية بين المملكة العربية السعودية والولايات المتحدة الأمريكية. ومن أبرز هذه الإنجازات:
- توقيع وثيقة الشراكة الاقتصادية الإستراتيجية بين حكومتي البلدين، التي تهدف إلى تعميق التعاون الثنائي في مجالات الاقتصاد والطاقة والدفاع والتقنية.
- مذكرة تفاهم في مجال الطاقة بين وزارة الطاقة السعودية ووزارة الطاقة الأمريكية، لتعزيز التعاون في تطوير مصادر الطاقة المختلفة.
- مذكرة نوايا دفاعية لتحديث وتطوير قدرات القوات المسلحة السعودية بالتعاون مع وزارة الدفاع الأمريكية.
- مذكرة تعاون في قطاع التعدين بين وزارة الصناعة والثروة المعدنية ووزارة الطاقة الأمريكية.
- خطاب نوايا للتعاون في مجالات الذخيرة، والتدريب، والصيانة، والتحديث، لصالح وزارة الحرس الوطني السعودي.
- مذكرة تفاهم بين وزارة الداخلية السعودية ومكتب التحقيقات الفيدرالي لتعزيز التعاون الأمني.
- مذكرة نوايا لتطوير القدرات الصحية العسكرية بين وزارتي الدفاع في البلدين.
- مذكرة تفاهم للتعاون القضائي بين وزارة العدل السعودية ووزارة العدل الأمريكية.
- اتفاقية تنفيذية بين الهيئة السعودية للفضاء وناسا للتعاون في مشروع كيوب سات ضمن مهمة أرتميس 2 لرصد طقس الفضاء.
- اتفاقية بشأن المساعدة المتبادلة بين إدارتي الجمارك في كلا البلدين.
- بروتوكول تعديل اتفاقية النقل الجوي بين المملكة والولايات المتحدة.
- مذكرة تفاهم في مجال البحوث الطبية للأمراض المعدية بين المعهد الوطني لأبحاث الصحة (السعودية) والمعهد الوطني للحساسية والأمراض المعدية في الولايات المتحدة.
- اتفاقيتان تعاونيتان بين الهيئة الملكية لمحافظة العلا ومؤسسة سميثسونيان، شملت التعاون في مجالات البيئة والفنون الآسيوية من خلال المعهد الوطني لحديقة الحيوان والمتحف الوطني للفنون الآسيوية.